# Victor Lind
Victor Stange Lind (* 12. Juli 2003) ist ein dänischer Fußballspieler. Er steht bei seinem Jugendverein FC Midtjylland unter Vertrag und ist ehemaliger dänischer Juniorennationalspieler.

## Karriere

### Verein
Victor Lind spielte bei einem Verein in der Kirchspielgemeinde Løgumkloster in der Nähe der deutschen Grenze und ging später zu Haderslev FK aus Haderslev (deutsch Hadersleben). Dort spielte er, bis er in die Jugendabteilung von SønderjyskE wechselte. 2018 verließ Lind die Grenzregion und wechselte zum FC Midtjylland, beheimatet im mitteljütischen Herning. Im Alter von 18 Jahren gab er am 28. Juli 2021 beim 2:1-Sieg nach Verlängerung im Rückspiel in der zweiten Qualifikationsrunde zur UEFA Champions League gegen Celtic Glasgow sein Profidebüt. Mit diesem Sieg warf der FC Midtjylland die Schotten raus und traf in der dritten Qualifikationsrunde auf die PSV Eindhoven, wo Endstation war. Dadurch nahm der Verein an den Gruppenspielen in der UEFA Europa League teil und dort kam Victor Lind in jedem Spiel zum Einsatz. Als Gruppendritter kam der FC Midtjylland in die UEFA Europa Conference League, wo der Verein in der Zwischenrunde gegen PAOK Thessaloniki ausschied. Im Ligaalltag kam Lind zu 20 Einsätzen, war aber oftmals nur Einwechselspieler.
Kurz vor Ende des Sommertransferfensters der Saison 2022/23 wechselte er auf Leihbasis bis zum Ende des Jahres 2022 nach Norwegen zu Ham-Kam. Victor Lind spielte für diesen Verein während der Saison 2022 in der Liga in acht Partien und stand dabei in sechs Spielen in der Anfangself. Dem Erstligaaufsteiger gelang der Klassenerhalt. Im Januar 2023 kehrte Lind zum FC Midtjylland zurück, doch Ende des Monats wurde er erneut verliehen, nun nach Schweden an IFK Norrköping. Im Januar 2024 folgte eine weitere Leihe zu Vejle BK.

### Nationalmannschaft
Am 25. September 2018 lief Victor Lind beim 3:2-Sieg im Freundschaftsspiel in Clairefontaine-en-Yvelines gegen Frankreich zum ersten Mal für die dänische U16-Nationalmannschaft auf. Bis 2019 war er in neun Partien für diese Altersklasse aufgelaufen und erzielte vier Tore. Am 4. August 2019 debütierte Lind beim 2:0-Sieg in Nyborg gegen Finnland anlässlich eines internordischen Turniers für Dänemarks U17-Junioren. Mit dieser Altersklasse nahm er an der Qualifikation für die U17-Europameisterschaft 2020 teil, insgesamt lief er für die U17-Nationalmannschaft in elf Spielen auf und schoss sieben Tore, weitere Partien blieben ihm aufgrund der COVID-19-Pandemie verwehrt. Im September 2020 spielte Victor Lind mit der dänischen U18-Nationalmannschaft in zwei Testspielen in Leipzig gegen Deutschland und aufgrund der Corona-Pandemie blieben diese zwei Partien auch seine einzigen Auftritte für diese Auswahlmannschaft. Am 4. September 2021 kam er beim 6:1-Sieg in Moss gegen Norwegen während eines internationalen Turniers zu seinem Einstand in der dänischen U19-Nationalelf. Bis zu seinem altersbedingten Ausscheiden kam Lind zu neun Partien und schoss drei Tore; fünf Spiele fanden in der EM-Qualifikation statt. Im November 2022 kam er für die U20 Dänemarks zu zwei Einsätzen in den Freundschaftsspielen in der türkischen Antalya gegen Schweden und Ungarn.
Am 24. März 2023 gab Victor Lind bei der 2:3-Niederlage in einem ebenfalls in der Provinz Antalya ausgetragenen Testspiel gegen die Ukraine sein Debüt für die U21 der Dänen.